# Liste der Monuments historiques in Westhouse-Marmoutier
Die Liste der Monuments historiques in Westhouse-Marmoutier führt die Monuments historiques in der französischen Gemeinde Westhouse-Marmoutier auf.

## Liste der Bauwerke
| Bezeichnung   | Beschreibung              | Standort                              | Kennzeichnung | Schutzstatus | Datum | Bild |
| ------------- | ------------------------- | ------------------------------------- | ------------- | ------------ | ----- | ---- |
| Napoleonsbank | Ruhebank; Sandstein, 1854 | westlich des Ortes an der D 68 (Lage) | PA00085233    | Inscrit      | 1988  |      |